# Пупышев, Василий Михайлович
Василий Михайлович Пупышев (1816—1888) — русский купец 1-й гильдии, благотворитель, почётный гражданин Троицка (1878, по другим данным — потомственный почетный гражданин).

## Биография
Родился в 1816 году в Елабуге Вятской губернии.
В 1837 году вместе с семьей переехал в город Троицк Оренбургской губернии (ныне Челябинской области) и начал здесь заниматься торговлей. Через четыре года он приобрёл собственный особняк и завел оптовую торговлю мануфактурным товаром, состоя сначала во второй купеческой гильдии, а с 1863 года — стал купцом 1-й гильдии.
Василий Михайлович стал не только успешным предпринимателем, он занимался также общественной и благотворительной деятельностью. Несколько десятилетий он принимал активное участие в жизни Троицка: неоднократно избирался гласным городской думы, в 1860—1863, 1866—1869 и 1869—1872 годах занимал должность городского головы (был избран и на четвёртый срок, но отказался от этой должности) и передал городской управе 50 тысяч рублей для ежегодной раздачи процентов с этого капитала бедным и нищим к праздникам Рождества и Пасхи.

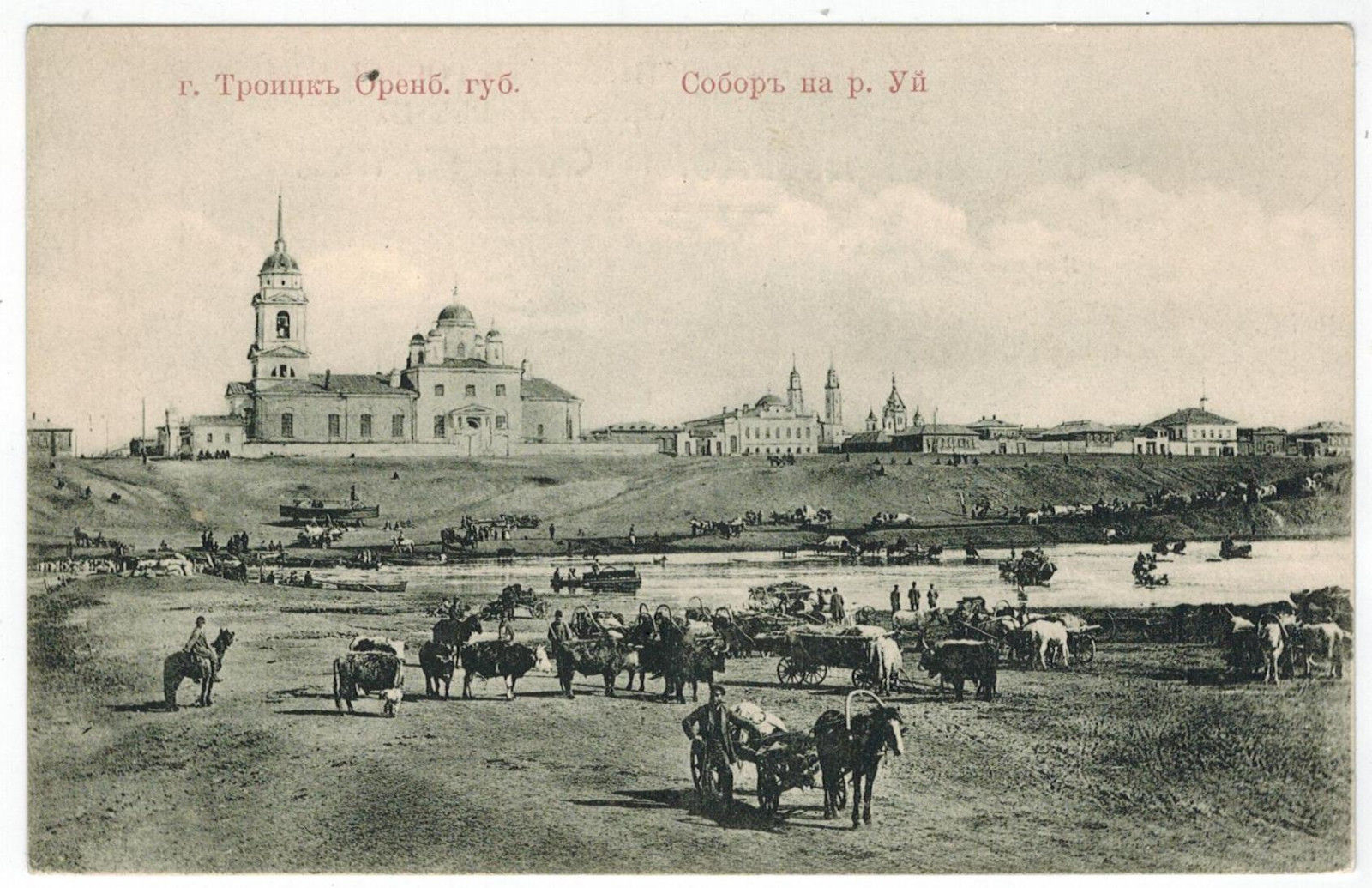
Свято-Троицкий собор на дореволюционной открытке

Пупышев уделял особое внимание благоустройству церквей Троицка. Одним из первых его крупных дел стало восстановление Свято-Троицкого собора, пострадавшего от пожара в 1842 году — он сделал очень многое, сначала по ремонту, а затем и по украшению пострадавшего храма. С 1851 года и до конца жизни он был старостой Свято-Троицкого собора. В. М. Пупышев инициировал также строительство в Троицке Михаило-Архангельской церкви и внёс значительную сумму на строительство церкви во имя Преображения Господня при Казанском женском монастыре.
Его вклад ощутим в развитии системы образования и народного здравоохранения. Он был инициатором открытия первого на Южном Урале среднего учебного заведения: после поездки Василия Пупышева в Санкт-Петербург и личной встречи с министром народного просвещения графом Д. А. Толстым в Троицке было разрешено учредить мужскую классическую гимназию, торжественное открытие которой состоялось 23 сентября 1873 года. В июле 1867 года состоялось торжественное открытие Троицкой городской больницы, обустройство и содержание которой осуществлялось на средства купца, завещавшего 80 тысяч рублей на создание в городе больницы с отделениями для призрения калек и душевнобольных. К 1893 году больница имела терапевтическое, хирургическое и родильное отделения. Осенью 1894 года состоялось торжественное освящение больницы, получившей наименование «Пупышевской». После Октябрьской революции 1917 года в корпусах больницы была размещена Центральная районная больница.
Умер 2 декабря 1888 года в Троицке, и был похоронен в знак своих заслуг на территории Михаило-Архангельской церкви.
2 октября 1878 года В. М. Пупышеву была вручена грамота Почетного гражданина города Троицка. В 1887 году он удостоился благословения Святейшего Синода за пожертвования троицким церквям. В память о Василии Михайловиче Пупышеве Троицкой городской думой были заказан и установлен в зале заседаний его портрет.